# 중수도
중수도(中水道,Wastewater Reclamation and Reusing System)란, 상수도(上水道)하고 하수도(下水道)의 중간형태를 이르는 말로, 빗물이나 취사한 물 또는 목욕탕등의 물을 정화등 수처리하여 별도의 관으로 보내, 수세식 화장실ㆍ살수 따위의 용도로 다시 사용할때의 그 물을 가리킨다. 주로 수세식 화장실용수, 에어컨 냉각용수, 청소용수, 세차용수, 살수용수, 조경용수(연못, 분수 등), 소방용수 등 다용도로 쓰이기 때문에 다용수라고도 한다. 중수도는 수돗물의 소비량을 줄이고 하수 발생량을 감소시켜 수자원 보전의 효과를 얻을 수 있고, 상수도 공급 감소로 인한 댐 건설이 필요성을 감소시키며, 갈수기에 물 부족으로 인한 어려움을 덜 수 있다.

## 역사
계획적 또는 비계획적 폐수 재사용은 인류 역사가 시작된 이래로 적용되어 왔으며 위생 시설의 발전과 밀접하게 연관되어 있는 고대 관행이다.

## 수도법
상수도와 하수도의 중간에 위치한다는 의미에서 중수도(中水道)라 한다. 수도법 제3조 제14호에서 “중수도라 함은 사용한 수돗물을 생활용수, 공업용수 등으로 재활용할 수 있도록 다시 처리하는 시설, 송배수 시설 및 이용시설의 총체를 말한다”. 즉 중수란, 한번 사용한 물을 처리한 이후에 한번 혹은 반복적으로 사용하는 물을 말한다.

## 중수도설비
중수도설비(重水道設備)는 환경부의 ‘환경 표지 대상 제품 및 인증 기준’ 개정 고시에 따라 규정한 것으로, 휴양 콘도미니엄 서비스의 개별 시설물에서 발생하거나 개발 사업 따위로 조성되는 지역에서 발생하는 오수를 공공 하수도로 배출하지 않고, 재이용할 수 있도록 개별적 또는 지역적으로 설치하여 오수를 처리하는 시설을 가리킨다.

## 같이 보기
- 물보전
- 수도 (시설)
- 상수도
- 하수도